# Acronicta nigrivitta
Acronicta nigrivitta là một loài bướm đêm trong họ Noctuidae.